# Rival Capone
Rival Capone, pseudonimo di Youssef Elajmi (Bruxelles, 26 gennaio 1974), è un rapper belga.

## Biografia
Egli è un membro di gruppi rap europei La Connessione (con Gente Guasta) e Diversidad (progetto che riuniva vari rapper europei, tra cui Luchè dei Co'Sang). In Belgio è parte della famosa band CNN 199.
Ha inciso molti brani con Presidente, Marya, La Pina, Tormento e Fabri Fibra, rendendolo uno dei rapper francofoni più famosi in Italia.

## Discografia
- 1998 - Affaires de famille
- 1998 - European Attack
- 1999 - De la rue à la scène
- 2002 - En quelques featurings...
- 2003 - CNN199 Crew
- 2009 - A la vie à la mort
- 2011 - Diversidad - European Urban Experience

### Collaborazioni
- 1996 - Marya ft. Rival Capone - Une pensée pour... (Da un'idea di)
- 1997 - Otierre ft. Rival Capone & La Pina - Play Your Position (Dalla Sede)
- 1998 - La Pina ft. Rival Capone, Black Attack, Al Tariq, Torch & Toni L - Stessa gente (Piovono angeli)
- 1998 - Gente Guasta ft. Rival Capone, Defi-J, Pitcho, Djam le Rif, Toni L & Ebony Price - European Attack (La connessione)
- 1999 - Rival Capone ft. Marya & Defi-J - Et non (Rival)
- 2000 - Marya ft. Rival Capone - Dans les affaires frères (Bohemienne - La figlia del vento)
- 2000 - Marya - Rivolta souterrain (prod. Rival Capone - Bohemienne - La figlia del vento)
- 2000 - Rival Capone - Il pleut des anges (Nel vortice vol. 2)
- 2000 - Yoshi Torenaga - Per la vita (prod. Rival Capone - Nel vortice vol. 4)
- 2000 - Rival Capone - Freestyle (Area Cronica All Stars - Nel vortice mix)
- 2000 - Gente Guasta ft. Rival Capone & Rebel Rae - Missionari, visionari, milionari (La grande truffa del rap)
- 2001 - Gente Guasta ft. Rival Capone & Defi-J - Uscire dal quartiere (Quinto potere)
- 2002 - El Presidente ft. Rival Capone - Live N Direct (Tutti gli uomini del presidente)
- 2003 - Rival Capone & CNN199 ft. El Presidente & Toni L - Connexion (CNN199)
- 2004 - DJ Shocca ft. Rival Capone & El Presidente - The Industry Don't Understand (60 Hz)
- 2006 - DJ Fede ft. Camilla & Rival Capone - Mr DJ (Rock the Beatz)
- 2007 - DJ Fede ft. Rival Capone - Coeurs à couvert (Vibe Session 10th Anniversary 1997-2007)
- 2008 - El Presidente ft. Rival Capone - Don't give up the fight (KI.N.G. - Kids Never Grow Up)
- 2010 - El Presidente ft. Rival Capone & H-mi - CNN CF (Captain Futuro - Heavy Metal)
- 2010 - DJ Myke ft. Rival Capone & Defi-J - J'te parle pas de rap (Hocus Pocus)
- 2023 - Rival Capone & CNN199 ft. Gente Guasta, Toni L & Torch - La connessione (Indelebile 19.9)